# Dicranomyia (Dicranomyia) nairobii
Dicranomyia (Dicranomyia) nairobii is een tweevleugelige uit de familie steltmuggen (Limoniidae). De soort komt voor in het Afrotropisch gebied.